# Oliver Fabel
Oliver Fabel (* 4. November 1960 in Bielefeld) ist ein deutscher Betriebswirtschaftler und Universitätsprofessor.

## Leben und Wirken
Fabel studierte von 1981 bis 1983 Wirtschaftswissenschaften an der Universität Bielefeld und von 1983 bis 1984 in den USA am Department of Economics, University of Georgia in Athens, wo er mit dem Master of Arts abschloss. Seine Promotion zum Doctor rerum politicarum (Dr. rer. pol.), der damals für die Sozial- und Wirtschaftswissenschaften verliehen wurde, erfolgte 1989 an der Fakultät für Wirtschaftswissenschaft der FernUniversität Hagen summa cum laude. 1993 habilitierte er sich an der Universität Bielefeld und erwarb damit die Lehrberechtigung.
Von 1993 bis 1994 übernahm Fabel eine Professur für Betriebswirtschaftslehre an der TU Magdeburg. Von 1994 bis 1999 war er Professor für Betriebswirtschaftslehre, Industrie- und Arbeitsorganisation an der Otto-von-Guericke-Universität Magdeburg und von 1999 bis 2007 war er Ordinarius für Betriebswirtschaftslehre an der Universität Konstanz.
Seit 2008 ist er Professor für Personalwirtschaft mit internationalem Schwerpunkt an der Fakultät für Wirtschaftswissenschaften der Universität Wien. Von 2010 bis 2012 war er Vizedekan, von 2012 bis 2016 amtierte er als Dekan dieser Fakultät. In seine Zeit als Dekan fiel die Eröffnung eines eigenen neuen Institutsgebäudes für die wirtschaftswissenschaftliche Fakultät auf dem Oskar-Morgenstern-Platz im Jahr 2013.

## Forschung und Lehre
Forschungsschwerpunkte von Oliver Fabel liegen in der Personal- und Bildungsökonomik, Kontrakt- und Anreiztheorie sowie der Analyse arbeits- und sozialrechtlicher Regelungen auf mikro- und makroökonomischer Ebene.
Während seines Studiums an der University of Georgia kam Oliver Fabel mit dem Begriff Human Resources und speziell mit Fragen der Pensionierung und des Jobwechsels in Berührung, die an dieser Universität vor allem von Daniel C. Feldman analysiert wurden. Als Vorbild in den ökonomischen Wissenschaften nennt Fabel jedoch Paul R. Milgrom von der Stanford University in Kalifornien, der wesentliche Beiträge zur Spieltheorie, zur Theorie der Unternehmung, Steuerung von Unternehmenseinheiten und optimalen Anreizsystemen geleistet hat.
Ausgehend von diesem Studium beschäftigten sich seine frühen Arbeiten ebenfalls mit den Pensionen und den Anreizen und Motivationen, lange in einem Betrieb zu bleiben oder möglichst früh auszuscheiden. Auch nach Fabels Rückkehr an die Universität Düsseldorf wurden seine Arbeiten zum größten Teil auf Englisch verfasst. Dies soll sie trotz der unterschiedlichen Sozialsysteme in Europa und den USA für den internationalen Vergleich zugänglich machen. Auch für die Studierenden sieht Fabel darin eine Chance, den Zugang zu jedem weiterführenden Studienprogramm weltweit zu garantieren. Die Absolventinnen und Absolventen sollen auf die Übernahme von Führungspositionen in global tätigen Unternehmen oder im öffentlichen Auftrag vorbereitet werden.
Nach seiner Habilitation fasste Fabel 1994 seine Forschungen zu den Alterspensionen in einem Buch mit dem Titel The Economics of Pensions and Variable Retirement Schemes zusammen. Fabel befand sich mit diesem Werk, das Themen wie die Work-Life-Balance beleuchtete, schon früh im Trend, wie Rezensionen seines Buchs zeigen. Er befand sich damit im europäischen Kontext mit Wirtschaftswissenschaftlern wie Bernhard Felderer und Christian Homburg.
Während und nach der COVID-19-Pandemie beteiligte sich Oliver Fabel an Studien zu den ökonomischen Auswirkungen von Lockdowns und anderen Maßnahmen während der Epidemie.

## Schriften (Auswahl)
- The Economics of Pensions and Variable Retirement Schemes. Wiley, Chichester, 1994. ISBN 978-0-471-94359-4.
- Insurance and incentives in labor contracts. A study in the theory of implicit contracts. Hain, Frankfurt am Main 1990, ISBN 3-445-09815-8.
- mit Martin Kolmar: Management takeover battles and the role of the „golden handshake“. Konstanz 2002.
- mit Dominique Demougin: The Division of Ownership in New Ventures. Berlin 2006.
- mit Dominique Demougin und Christian Thomann: Implicit vs. explicit incentives. Theory and a case study. Presented at CESifo Area Conference on Applied Microeconomics, March 2009. 2009.